# Farga de la Llosa
La Farga de la Llosa és una obra de Lles de Cerdanya (Baixa Cerdanya) inclosa a l'Inventari del Patrimoni Arquitectònic de Catalunya.

## Descripció
La farga és lestabliment on, per reducció del mineral, es produïa el ferro pel procediment conegut arreu d'Europa per procediment català o de la farga catalana.
A la Llosa s'hi realitzava el processament i fosa del ferro, mineral que s'extreia de les muntanyes del voltant, amb matxos i mules. Per la gran superfície que ocupava, i les restes d'instal·lacions trobades, devia tenir una gran importància a l'època en què era en funcionament. Un dels martells utilitzats en aquesta Farga es guarda actualment a la casa de cal Jan de la Llosa.
S'hi poden apreciar diversitat d'antigues barraques i construccions, actualment en runes, que previsiblement van ser utilitzades per pernoctar-hi els mateixos operaris de la farga, per a guardar-hi bestiar, etc. Les restes ens ensenyen plantes rectangulars de construcció senzilla amb murs de maçoneria i pedra seca. Doncs el seu estat de conservació és ruïnós.

## Història
A salvatge vall de la Llosa, ja era utilitzada antigament per contrabandistes, pastors, bandolers i llauradors per passar a Andorra. També el travessaven els arriers que transportaven el ferro que s'extreia de la mina situada a Pimorent.